# Dryadillo maculatus
Dryadillo maculatus is een pissebed uit de familie Armadillidae. De wetenschappelijke naam van de soort is voor het eerst geldig gepubliceerd in 1952 door Arcangeli.